# 皮埃尔-埃米尔·霍伊比约
皮埃尔-埃米尔·科特·霍伊比约（丹麥語：Pierre-Emile Kordt Højbjerg，1995年8月5日—）是一位丹麦足球运动员，現時効力法甲球隊馬賽，並擔任丹麥國家足球隊隊長。司职中场。

## 俱乐部生涯

#### 哥本哈根
霍伊比约最早于哥本哈根的青年部开始其足球生涯。在那里他主要司职前锋，但他个人却更青睐于中场位置。于此期间他曾多次受到同城对手布隆德比的转会邀约，霍伊比约原本拒绝，但最终仍应允加盟。

#### 邦比
在邦比，霍伊比约被丹麦足协授予了他这个年龄段的2011年“丹麦年度最佳球员”。这也引起了德甲豪门拜仁慕尼黑的注意，拜仁青年队教练比约恩·安德松遂将其推荐至拜仁青训主管米夏埃尔·塔尔纳特。

#### 拜仁慕尼黑
2012年2月9日，霍伊比约公开宣布他将在2012-13赛季转会至拜仁慕尼黑青年队。至此，霍伊比约实现了儿时的梦想，尤其是因为他从小便开始关注德甲联赛。
尽管霍伊比约在加盟初期实际上只作为19岁以下青年队的一员，但他仅在该组别参加了一场比赛后便二线队主教练提拔至拜仁慕尼黑二队。在拜仁二队主场以1比0战胜因戈尔施塔特二队的一场德国足球地区联赛中，霍伊比约在第75分钟替补出场完成首秀。
2013年3月16日，在拜仁慕尼黑以2比1战胜勒沃库森的第26轮德甲联赛中，霍伊比约被一线队主教练尤普·海因克斯首次列入比赛名单，在替补席上观看了整场比赛。2013年4月13日，在拜仁慕尼黑主场以4比0战胜纽伦堡的第29轮德甲联赛中，霍伊比约在第71分钟替补出场，完成了他的职业比赛首秀。他也以17岁零251天的年龄成为拜仁俱乐部历史上最年轻的德甲出场球员。此前的纪录由大卫·阿拉巴以17岁零256天的年龄保持。

#### 修咸頓
2016年，他加盟修咸頓。他在2017-18球季中開始有轉機。他對著白禮頓的比賽中射入一球大約23碼的遠射，為修咸頓拉開比數，但最後也被追平。他對曼城的比賽中搶走腳下的皮球然後射入，為球隊追近。但在下半場尾段，他因侵犯對手而被球證罰下紅牌離場，兩隊球隊也在沒有進帳下輸3-1。2020年，他知會球會不會續約。2020年6月，他被解除隊長職務。

#### 熱刺
2020年，他以轉會費1,500萬磅加盟熱刺，同時熱刺將上賽季外借至修咸頓的右閘正式轉會至修咸頓，轉會費為1,200萬磅。
2020年9月13日，霍伊比约在球隊以1-0負於艾佛頓的主場比賽中首次亮相。
2021年1月28日，霍伊比约在球隊以1-3負於利物浦的主場聯賽中踢進了在熱刺的第一個進球。

#### 馬賽
2024年，靴爾保由熱刺外租到馬賽，並在2024-2025賽季轉為永久轉會，轉會金額約為1700萬英鎊。

## 國家隊生涯
2010年10月12日，霍伊比约首次代表丹麦16岁以下国家足球队在以0比1不敌意大利的比赛中首发登场亮相，并在第56分钟被替换下场。2011年1月29日，霍伊比约完成了他在该级别国家队的最后一次出场，在以0比2不敌瑞士的比赛中于第57分钟被替换下场。
尽管霍伊比约此前没有参加过丹麦17岁以下国家足球队的任何一场比赛，但他仍被破格提拔入选了2011年歐洲U-17足球錦標賽的参赛名单。他随队参加了全部3场分组赛比赛，仅在半决赛以0比2不敌德国的比赛中没有出场。尽管如此，丹麦仍凭借半决赛的成绩获得了参加2011年U17世界盃足球賽的资格，但在这项赛事中，球队在分组赛垫底，无缘晋级淘汰赛阶段。霍伊比约也仅在分组赛最后一场以1比1战平澳大利亚的比赛中于第70分钟获得替补出场的机会。
2012年，霍伊比约又入选了丹麦19岁以下国家足球队，2012年11月21日，在他代表球队参加的第3场比赛中，丹麦在帕福斯以3比0击败芬兰，获得了参加2013年歐洲U-19足球錦標賽的资格。两天后，在丹麦以3比2战胜黑山的比赛中，霍伊比约又在第87分钟射入其首个该级别国家队的入球。
霍伊比约參加了2020年歐洲國家盃。2021年7月13日，霍伊比约當選2020年歐洲國家盃最佳陣容。

## 國家隊入球
所有比分以丹麥入球先行。
| No. | 日期          | 場地                                   | 對手     | 入球 | 賽果 | 賽事                       |
| --- | ------------- | -------------------------------------- | -------- | ---- | ---- | -------------------------- |
| 1   | 2014年9月7日  | 丹麥，哥本哈根，公园球场               | 亞美尼亞 | 1-1  | 2-1  | 2016年歐洲國家盃外圍賽     |
| 2   | 2019年3月21日 | 科索沃，普里什蒂納，体育场             | 科索沃   | 2-2  | 2-2  | 友誼賽                     |
| 3   | 2019年6月7日  | 丹麥，哥本哈根，公園球場               | 愛爾蘭   | 1-0  | 1-1  | 2020年歐洲足球錦標賽外圍賽 |
| 4   | 2021年3月31日 | 奧地利，維也納，恩斯特·哈佩尔球场      | 奥地利   | 3-0  | 4-0  | 2022年國際足總世界盃外圍賽 |
| 5   | 2022年6月6日  | 奧地利，維也納，恩斯特·哈佩尔球场      | 奥地利   | 1-0  | 2-1  | 2022–23年歐洲國家聯賽A     |
| 6   | 2023年9月7日  | 丹麥，哥本哈根，公園球場               | 圣马力诺 | 1-0  | 4-0  | 2024年歐洲足球錦標賽外圍賽 |
| 7   | 2023年9月10日 | 芬蘭，赫爾辛基，赫爾辛基奧林匹克體育場 | 芬兰     | 1-0  | 1-0  | 2024年歐洲足球錦標賽外圍賽 |

## 荣誉

### 球會
拜仁慕尼黑
- 欧洲冠军联赛冠军：2013年
- 德国足球甲级联赛冠军：2013年、2014年
- 德国杯冠军：2013年、2014年

### 個人
- 丹麥球員協會最佳新秀（22歲以下）：2013年，2014年[21][22]
- 丹麥最佳年青球員（17歲以下）：2011年[23]
- 丹麥足球先生（TV 2（英语：TV 2 (Denmark)））：2020年[24]
- 丹麥足球先生：2022年[25]
- 歐洲國家盃最佳陣容：2020[19]

## 其它
作为一位混血儿，霍伊比约的母亲是法国人，父亲是一名丹麦籍的人类学教授。霍伊比约在哥本哈根出生及成长，本应继承父亲的事业从事人类学研究，然而他却选择了踢足球，这主要是受到了其偶像法国足球运动员齐达内的影响。霍伊比约目前拥有丹麦及法国的双重国籍。